# 囊粉花科
囊粉花科又名短蕊花科，只有1属1种—囊粉花（Lactoris fernandeziana），仅生长在智利东海岸的胡安-费尔南德斯群岛，是当地的特有种。 
囊粉花是一种含芳香油的灌木，单叶互生，叶片有腺点，有托叶；花小，花瓣3裂；核果3裂。
1981年的克朗奎斯特分类法将其放在木兰目中，1998年根据基因亲缘关系分类的APG 分类法认为应该分到胡椒目中，而APG II 分类法将本科并入马兜铃科。

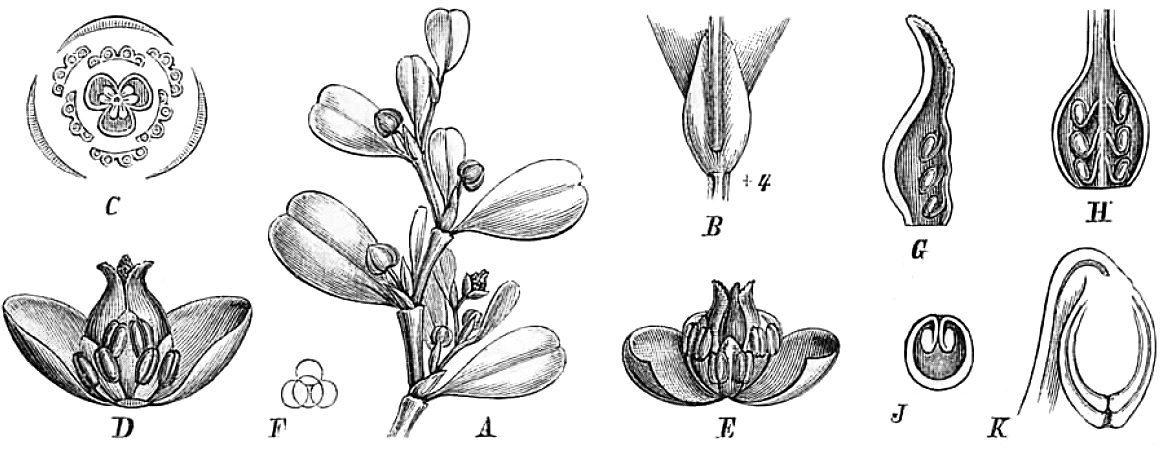
Lactoris fernandeziana — 1888年的植物学插画